# Биксбит
Червен берил (известен още като биксбит) е изключително рядка и скъпа форма на берила. Погрешно е наричан с търговското наименование „червен смарагд“, тъй като химичният му състав е близък до смарагда и аквамарина, но червеният берил е много по-рядък от него.
Открит е през 1905 г. в щата Юта, САЩ, от американския минералог и колекционер на минерали Мейнард Биксби. За сега тази част на САЩ си остава единственото място за добив на биксбит с качество на скъпоценен камък. Среща и в няколко други страни като Русия, Квебек (Канада), Китай, Япония, Австралия и Шри Ланка, но екземплярите от тези страни нямат стойност на скъпоценен камък и са в твърде ограничени запаси, и са на път скоро да се изчерпят. Трудно се намира, тъй като за образуването му са необходими изключително редки и трудни геоложки процеси, като кристализира при ниско налягане и изключително висока температура.
Тъй като се среща много малко в природата, много рядко се намират големи кристали — най-големият, който държи рекорда сред червените берили, е поне 10 карата. Среща се предимно в пегматитови и метаморфни скали, където обикновено се свързва с кварц, ортоклаз (фелдшпат), топаз, спесартин, хематит и риолит. Цената за един карат на качествен червен берил достига до 5234 – 6000 долара.
- Естествен нешлифован червен берил
- Пурпурночервен биксбит в скала
- Фасетиран биксбит